# イナズマイレブンGO キャラクターソング オリジナルアルバム
『イナズマイレブンGO キャラクターソング オリジナルアルバム』（イナズマイレブンゴー キャラクターソング オリジナルアルバム）は、FRAMEから発売されたテレビ東京系列アニメ『イナズマイレブンGO』シリーズの登場人物によるキャラクターソングを収録したアルバムシリーズ。

## リリース一覧

### イナズマイレブンGO キャラクターソング オリジナルアルバム
2012年1月25日にFRAMEから発売されたアルバム。
収録曲
1. 雷門中学校 校歌 [2:38]
作詞：冨岡淳広、作曲：光田康典、編曲：亀岡夏海
歌：松風天馬（寺崎裕香）&西園信助（戸松遥）&狩屋マサキ（泰勇気）&影山輝（藤村歩）&空野葵（北原沙弥香）
2. そよかぜドリーム [4:47]
作詞：こだまさおり、作曲：小林俊太郎、編曲：大久保薫
歌：松風天馬（寺崎裕香）
3. 放課後ケミストリー [3:39]
作詞：こだまさおり、作曲：岡本健介、編曲：西岡和哉
歌：狩屋マサキ（泰勇気）&影山輝（藤村歩）
4. だから絶対大丈夫 [4:29]
作詞：こだまさおり、作曲：山崎徹、編曲：菊谷知樹
歌：円堂守（竹内順子）
5. 同じ夢を見てる [4:25]
作詞：こだまさおり、作曲：前口渉、編曲：河合英嗣
歌：剣城京介（大原崇）&剣城優一（前野智昭）
6. みんなのために [4:08]
作詞：mildsalt、作曲：福本公四郎　編曲：菊谷知樹
歌：空野葵（北原沙弥香）
7. レジスタンス [3:05]
作詞：こだまさおり、作曲・編曲：西岡和哉
歌：鬼道有人（吉野裕行）
8. 明日のフィールド [3:38]
作詞：こだまさおり、作曲・編曲：河合英嗣
歌：神童拓人（斎賀みつき）&霧野蘭丸（小林ゆう）
9. 本物の強さ [4:41]
作詞：こだまさおり　作曲・編曲：菊谷知樹
歌：三国太一（佐藤健輔）&南沢篤志（梶裕貴）
10. あの樹の下に集まろう！ [4:33]
作詞・作曲：山崎徹、編曲：菊谷知樹
歌：円堂守（竹内順子）&染岡竜吾（加瀬康之）

### 『イナズマオールスターズ×TPK』キャラクターソングアルバム「マジで感謝!」
2012年11月28日にFRAMEから発売されたアルバム。初回限定盤には、同年7月7日にニコファーレで開催されたイベント『天の川までとどけ！イナズマイレブンGO七夕フェスティバル』内で行われたオリジナルストーリー「イナズマイレブンGO クロノ・ストーン特別編 七夕の逆襲」をボーナストラックとして収録。
収録曲
1. 蒼き魂 [4:12]
作詞・作曲：KMC、編曲：菊谷知樹
歌：松風天馬（寺崎裕香）&神童拓人（斎賀みつき）
2. さよなら過去の俺 [3:57]
作詞・作曲：山崎徹、編曲：菊谷知樹
歌：剣城京介（大原崇）&狩屋マサキ（泰勇気）
3. 明日のヒーロー [3:53]
作詞：KMC、作曲：山崎弘、編曲：菊谷知樹
歌：豪炎寺修也（野島裕史）&神童拓人（斎賀みつき）
シングル「手をつなごう」カップリング曲
4. 涙のArt〜虹色の花〜 [4:46]
作詞・作曲：KMC、編曲：菊谷知樹
歌：霧野蘭丸（小林ゆう）&フェイ・ルーン（木村亜希子）
5. 恋のシュークリーム [4:33]
作詞・作曲：山崎弘、編曲：菊谷知樹
歌：空野葵（北原沙弥香）&瀬戸水鳥（美名）&山菜茜（ゆりん）
6. とどけっ！友情のエール [5:08]
作詞・作曲：山崎徹、編曲：菊谷知樹
歌：西園信助（戸松遥）&狩屋マサキ（泰勇気）
7. 炎のプライド [4:33]
作詞・作曲：山崎徹、編曲：菊谷知樹
歌：豪炎寺修也（野島裕史）&染岡竜吾（加瀬康之）&吹雪士郎（宮野真守）
8. 好きだからっ！ [3:48]
作詞・作曲：山崎徹、編曲：菊谷知樹
歌：円堂守（竹内順子）&鬼道有人（吉野裕行）
9. 手をつなごう [4:04]
作詞・作曲：KMC、編曲：菊谷知樹
歌：松風天馬（寺崎裕香）&剣城京介（大原崇）&空野葵（北原沙弥香）
テレビアニメ『イナズマイレブンGO クロノ・ストーン』エンディングテーマ
10. 眩しい未来Yeah!!! [4:06]
作詞・作曲：山崎弘、編曲：菊谷知樹
歌：円堂守（竹内順子）&松風天馬（寺崎裕香）
11. マジで感謝! from イナズマオールスターズ [5:29]
作詞：山﨑徹・山崎弘 ・KMC、作曲：山﨑徹・山崎弘、編曲：菊谷知樹
歌：円堂守（竹内順子）&染岡竜吾（加瀬康之）&松風天馬（寺崎裕香）&剣城京介（大原崇）&神童拓人（斎賀みつき）
12. オリジナルストーリー「イナズマイレブンGO クロノ･ストーン特別編 七夕の逆襲」（ボーナストラック） [14:03]※初回限定盤のみ
脚本：日野晃博、出演：松風天馬（寺崎裕香）、フェイ・ルーン（木村亜希子）、剣城京介（大原崇）、神童拓人（斎賀みつき）、霧野蘭丸（小林ゆう）、矢嶋陽介・三国太一･サスケ（佐藤健輔）、アルファ（谷山紀章）

### イナズマイレブンGOクロノ･ストーンオールスターズ キャラクターソングアルバム
2013年2月27日にFRAMEから発売されたアルバム。初回限定盤には、「手をつなごう」のKMC MIXバージョンがボーナストラックとして収録。
収録曲
1. 君だから。 [4:12]
作詞：こだまさおり、作曲：松田彬人、編曲：大久保薫
歌：松風天馬（寺崎裕香）&雨宮太陽（江口拓也）
2. いつかの話 [4:14]
作詞：こだまさおり、作曲：安岡洋一郎、編曲：菊谷知樹
歌：三国太一（佐藤健輔）&狩屋マサキ（泰勇気）
3. ヤサシイミライ [4:05]
作詞：こだまさおり、作曲：福本公四郎、編曲：菊谷知樹
歌：フェイ・ルーン（木村亜希子）&菜花黄名子（悠木碧）
4. DO OUR BEST!! [4:07]
作詞：こだまさおり、作曲：佐藤五魚、編曲：菊谷知樹
歌：浜野海士（金野潤）&倉間典人（高垣彩陽）
5. 青春おでん [4:54]
作詞：礼空トオル、作曲：青木隆、編曲：菊谷知樹
歌：空野葵（北原沙弥香）&瀬戸水鳥（美名）&山菜茜（ゆりん）&菜花黄名子（悠木碧）
テレビアニメ『イナズマイレブンGO クロノ・ストーン』・ニンテンドー3DS用ゲーム『イナズマイレブンGO2 クロノ・ストーン ライメイ』エンディングテーマ
6. B.E.L.I.E.V.E. [3:52]
作詞：こだまさおり、作曲：安岡洋一郎、編曲：河合英嗣
歌：霧野蘭丸（小林ゆう）
7. 瞳の中にキミがいる [4:11]
作詞：mildsalt、作曲：山崎寛子、編曲：菊谷知樹
歌：空野葵（北原沙弥香）
8. ココロJUMP!! [4:07]
作詞：こだまさおり、作曲・編曲：菊谷知樹
歌：西園信助（戸松遥）&影山輝（藤村歩）
9. 勇気のハーモニー [4:46]
作詞：こだまさおり、作曲：鈴木盛広、編曲：佐藤五魚
歌：神童拓人（斎賀みつき）
10. 僕たちの城 [4:55]
作詞：山崎徹、作曲：TPK、編曲：菊谷知樹
歌：松風天馬（寺崎裕香）&剣城京介（大原崇）&神童拓人（斎賀みつき）&西園信助（戸松遥）&霧野蘭丸（小林ゆう）
テレビアニメ『イナズマイレブンGO クロノ・ストーン』・ニンテンドー3DS用ゲーム『イナズマイレブンGO2 クロノ・ストーン ライメイ』エンディングテーマ
11. 手をつなごう -KMC MIX-（ボーナストラック） [3:36]※初回限定盤のみ

### イナズマオールスターズ×TPKキャラクターソングアルバム「感動共有!」
2013年8月14日にFRAMEから発売されたアルバム。
収録曲
1. 恋のストラップ [3:56]
作詞・作曲：山崎弘、編曲：菊谷知樹
歌：瀬戸水鳥（美名）&山菜茜（ゆりん）
2. いい風が吹いてキター！ [3:56]
作詞・作曲：山崎徹、編曲：菊谷知樹
歌：松風天馬（寺崎裕香）&フェイ・ルーン（木村亜希子）
3. Don't Stop!!!! [3:39]
作詞・作曲：KMC、編曲：菊谷知樹
歌：井吹宗正（鈴木達央）
4. 明日も晴れたら [4:27]
作詞・作曲：KMC、編曲：菊谷知樹
歌：空野葵（北原沙弥香）&野咲さくら（遠藤綾）
5. グレート魂 [3:28]
作詞・作曲：山崎徹、編曲：菊谷知樹
歌：錦龍馬（岩崎了）&ザナーク・アバロニク（小西克幸）
6. 友情の化身 [4:09]
作詞・作曲：山崎徹、編曲：菊谷知樹
歌：雨宮太陽（江口拓也）
7. ささやかな祈り [4:12]
作詞・作曲：山崎弘、編曲：菊谷知樹
歌：空野葵（北原沙弥香）
8. となりにいるよっ [3:37]
作詞・作曲：山﨑徹、編曲：菊谷知樹
歌：西園信助（戸松遥）&三国太一（佐藤健輔）
9. 君が居れば [4:11]
作詞・作曲：KMC　編曲：菊谷知樹
歌：瞬木隼人（石川界人）&鉄角真（泰勇気）
10. 三日月スマイル [4:26]
作詞・作曲：山崎弘、編曲：菊谷知樹
歌：円堂守（竹内順子）&剣城京介（大原崇）&神童拓人（斎賀みつき）&霧野蘭丸（小林ゆう）
11. 感動共有! from イナズマオールスターズ [4:42]
作詞・作曲：TPK、編曲：菊谷知樹
歌：松風天馬（寺崎裕香）&神童拓人（斎賀みつき）&井吹宗正（鈴木達央）&鉄角真（泰勇気）、コーラス：空野葵（北原沙弥香）&瀬戸水鳥（美名）&山菜茜（ゆりん）

### イナズマイレブンシリーズ5周年記念「本当にありがとう」
2014年2月19日にFRAMEから発売されたアルバム。
DISC1 メモリアルディスク
1. 守ってみせる! [3:25] 
作詞：こだまさおり、作曲・編曲：菊谷知樹
歌： 円堂守（竹内順子）
2. そよかぜドリーム [4:47]
作詞：こだまさおり、作曲：小林俊太郎、編曲：大久保薫
歌：松風天馬（寺崎裕香）
3. レジスタンス [3:05]
作詞：こだまさおり、作曲・編曲：西岡和哉
歌：鬼道有人（吉野裕行）
4. 炎の理由 [4:49]  
作詞：こだまさおり、作曲・編曲：河合英嗣
歌：豪炎寺修也（野島裕史）
5. グレート魂 [3:28]
作詞・作曲：山崎徹、編曲：菊谷知樹
歌：錦龍馬（岩崎了）&ザナーク・アバロニク（小西克幸）
6. 炎のプライド [4:33]
作詞・作曲：山崎徹、編曲：菊谷知樹
歌：豪炎寺修也（野島裕史）&染岡竜吾（加瀬康之）&吹雪士郎（宮野真守）
7. 友情の化身 [4:09]
作詞・作曲：山崎徹、編曲：菊谷知樹
歌：雨宮太陽（江口拓也）
8. ヤサシイミライ [4:05]
作詞：こだまさおり、作曲：福本公四郎、編曲：菊谷知樹
歌：フェイ・ルーン（木村亜希子）&菜花黄名子（悠木碧）
9. アイスロード [4:16]  
作詞：こだまさおり、作曲：Gajin、編曲：河合英嗣
歌：吹雪士郎（宮野真守）
10. マジで感謝! from イナズマオールスターズ [5:29]
作詞：山﨑徹・山崎弘 ・KMC、作曲：山﨑徹・山崎弘、編曲：菊谷知樹
歌：円堂守（竹内順子）&染岡竜吾（加瀬康之）&松風天馬（寺崎裕香）&剣城京介（大原崇）&神童拓人（斎賀みつき）

DISC2 アニバーサリーディスク
1. またね…のキセツ [4:47]
作詞・作曲：山崎徹・KMC、編曲：鈴木俊介
歌：円堂守（竹内順子）&豪炎寺修也（野島裕史）&鬼道有人（吉野裕行）&風丸一郎太（西墻由香）&吹雪士郎（宮野真守）&松風天馬（寺崎裕香）&神童拓人（斎賀みつき）&狩屋マサキ（泰勇気）&真名部陣一郎（野島裕史）
2. CHAMPIONSHIP [3:55]
作詞：鳥海雄介、作曲：DUFF、編曲：菊谷知樹
歌：霧野蘭丸（小林ゆう）
3. 選ばれし者たち [3:35]
作詞：mildsalt、作曲：yui、編曲：菊谷知樹
歌：瞬木隼人（石川界人）&九坂隆二（岡林史泰）&皆帆和人（代永翼）&真名部陣一郎（野島裕史）&鉄角真（泰勇気）
4. COOL HEAT [4:36]
作詞：河合英嗣、作曲：山崎真吾、編曲：大久保薫
歌：神童拓人（斎賀みつき）&井吹宗正（鈴木達央）
5. 流星ボーイ [3:20]
作詞・作曲：つんく、編曲：ダンス☆マン
歌：木野秋（折笠富美子）&音無春奈（佐々木日菜子）&雷門夏未（小林沙苗）
6. FIELD OF LOVE [3:32]
作詞：mildsalt、作曲：増谷賢、編曲：河合英嗣
歌：空野葵（北原沙弥香）
7. 手をつなごう [4:04]
作詞・作曲：KMC、編曲：菊谷知樹
歌：神童拓人（斎賀みつき）&霧野蘭丸（小林ゆう）&瀬戸水鳥（美名）
8. 雷門中学校 校歌 [2:41]
作詞：冨岡淳広、作曲：光田康典、編曲：亀岡夏海
歌：円堂守（竹内順子）&壁山塀吾郎（田野めぐみ）&松風天馬（寺崎裕香）&剣城京介（大原崇）&西園信助（戸松遥）&狩屋マサキ（泰勇気）&影山輝（藤村歩）&空野葵（北原沙弥香）&木野秋（折笠富美子）&音無春奈（佐々木日菜子）&雷門夏未（小林沙苗）
9. 僕たちの城 [4:52]
作詞：山崎徹、作曲：TPK、編曲：菊谷知樹
歌：松風天馬（寺崎裕香）&剣城京介（大原崇）&神童拓人（斎賀みつき）&西園信助（戸松遥）&霧野蘭丸（小林ゆう）&空野葵（北原沙弥香）&瀬戸水鳥（美名）&山菜茜（ゆりん）
10. 本当にありがとう！ [5:09]
作詞：TPK、作曲： 山崎徹・山崎弘、編曲：菊谷知樹
歌：円堂守（竹内順子）&松風天馬（寺崎裕香）
テレビアニメ『イナズマイレブンGO ギャラクシー』最終回エンディングテーマ